# Reform der deutschen Rechtschreibung von 1996
Die Reform der deutschen Rechtschreibung von 1996 ist eine Rechtschreibreform mit dem erklärten primären Ziel der Vereinfachung der Rechtschreibung im deutschsprachigen Raum (kurz: Neue deutsche Rechtschreibung). Sie war sowohl wegen der angestrebten Änderungen der deutschen Rechtschreibung als auch wegen der Vorgehensweise bei der Durchsetzung von Anfang an umstritten und führte zu Auseinandersetzungen zwischen Befürwortern und Gegnern. In den Jahren 2004 und 2006 wurde das Regelwerk in besonders strittigen Punkten überarbeitet und einige bisherige Regeln wurden wiederhergestellt. In den Schulen wird die reformierte Rechtschreibung gelehrt; von den meisten Verlagen wird sie in Form von daran orientierten Hausorthographien angewendet. In diesem Artikel werden vor allem die Auseinandersetzungen um die Reform dargestellt. Ihre Inhalte sind unter Neuerungen der deutschen Rechtschreibreform von 1996 zu finden.

## Ziele der Reform
In der Abschlusserklärung des ersten Wiener Gesprächs von 1986 wurden die Ziele einer Rechtschreibreform wie folgt umrissen: „Grundsätzliches Einvernehmen wurde darüber erzielt, die auf der Orthographischen Konferenz von 1901 in Berlin erreichte einheitliche Regelung der deutschen Rechtschreibung den heutigen Erfordernissen anzupassen. Insbesondere geht es darum, die in vielen Teilbereichen der Rechtschreibung im Laufe der Zeit kompliziert gewordenen Regeln zu vereinfachen.“

## Vorgeschichte
→ Zur Vorgeschichte bis 1980 siehe Rechtschreibreform, Deutsche Rechtschreibung#Geschichte und Reform der deutschen Rechtschreibung von 1944
1980 wurde von 80 Germanisten aus der Bundesrepublik Deutschland, der Deutschen Demokratischen Republik, Österreich und der Schweiz der „Internationale Arbeitskreis für Orthographie“ gegründet, um die wissenschaftliche Erforschung der deutschen Orthografie zu koordinieren und voranzubringen. 1985 legte dieser Arbeitskreis einen ersten Vorschlag vor, was an der Rechtschreibung zu reformieren sei.
Die Vorüberlegungen wurden durch die zwei „Wiener Gespräche“ von 1986 und 1990 vorangetrieben, zu denen die österreichische Bundesregierung Vertreter aus allen Gebieten, in denen Deutsch gesprochen wird, eingeladen hatte. In der Schlusserklärung des ersten Wiener Gesprächs wurde angekündigt, die „umstrittene Groß- und Kleinschreibung“ vorerst auszublenden, um sie später in einem „zweiten Schritt“ in Angriff zu nehmen.
1987 erteilte die deutsche Kultusministerkonferenz (KMK) dem Institut für Deutsche Sprache in Mannheim den Auftrag, zusammen mit der Gesellschaft für deutsche Sprache in Wiesbaden ein neues Regelwerk zu entwerfen. 1988 übergaben diese einen noch unvollständigen Vorschlag mit zahlreichen, sehr weitreichenden Neuregelungen (zum Beispiel neu „Bot“ statt „Boot“ oder „Keiser“ statt „Kaiser“), der in der Öffentlichkeit und bald auch von der KMK als unannehmbar zurückgewiesen wurde.
Parallel dazu hatte die Schweizer Konferenz der kantonalen Erziehungsdirektoren eine Expertengruppe mit dem gleichen Auftrag eingesetzt; beim Österreichischen Bundesministerium für Unterricht und Kunst gab es eine „Wissenschaftliche Arbeitsgruppe des Koordinationskomitees für Orthographie“; in der DDR die „Forschungsgruppe Orthographie“ am Zentralinstitut für Sprachwissenschaft an der Akademie der Wissenschaften.
1992 veröffentlichte der Internationale Arbeitskreis einen alle Bereiche der Orthographie behandelnden Vorschlag unter dem Titel „Deutsche Rechtschreibung – Vorschläge zu ihrer Neuregelung“. 1993 lud die KMK 43 Verbände zur Stellungnahme ein. Anhörungen fanden in Deutschland, Österreich und der Schweiz statt. Der Internationale Arbeitskreis zog daraufhin die Forderung nach gemäßigter Kleinschreibung zurück. Es blieb auch bei der Unterscheidung von das/daß.
Auf dem 3. Wiener Gespräch, auch „Wiener Orthographiekonferenz“ genannt, das vom 22. bis zum 24. November 1994 stattfand, wurde das Beratungsergebnis den politischen Entscheidungsinstanzen zur Annahme empfohlen. Im Anschluss an die „politische Willensbildung in Deutschland, in Österreich und in der Schweiz“ solle Ende 1995 ein Abkommen geschlossen werden. Der Dudenverlag machte die Ergebnisse der „Wiener Orthographiekonferenz“ im Dezember 1994 in einer Broschüre publik und vertrat die Auffassung: „Bei der Neuregelung handelt es sich nicht um eine ‚Reform an Haupt und Gliedern‘, sondern um eine ‚kleine Reform der Vernunft‘“.
1995 beschlossen die deutschen Kultusminister in der KMK, die Neuregelung mit einigen Änderungen spätestens ab dem 1. August 1998 mit einer Übergangsphase bis zum 31. Juli 2005 einzuführen.
Am 1. Juli 1996 verpflichteten sich die Bundesländer Deutschlands, Österreich, die Schweiz, Liechtenstein und weitere Staaten mit deutschsprachigen Bevölkerungsteilen durch die Wiener Absichtserklärung zur Neuregelung der deutschen Rechtschreibung, die reformierte Orthographie bis zum 1. August 1998 einzuführen. Einige Bundesländer führten bereits mit Schulbeginn 1996/97 die reformierten Regeln im Unterricht ein. Es entbrannte ein Wettrennen um die Herausgabe der ersten Wörterbücher in reformierter Rechtschreibung. Für die Verlage zahlte sich die Rechtschreibreform aus: Für viele Jahre belegte der Duden Spitzenplätze auf Bestsellerlisten; der Schulbuchmarkt erlebte eine Sonderkonjunktur.

## Öffentliche Auseinandersetzungen seit 1996
Kritiker der Rechtschreibreform beklagen eine zu geringe Beteiligung der Öffentlichkeit während der Erarbeitung der Reform durch Experten.
Erst nach Unterzeichnung der zwischenstaatlichen Absichtserklärung sei die Neuregelung in der breiten Öffentlichkeit bekannt geworden. Als mit dem Erscheinen der neuen Wörterbücher im Juli/August 1996 die erwarteten Neuregelungen allgemein publik wurden, drängten die Reformgegner darauf, sie zurückzunehmen. Die Kultusministerkonferenz lehnte jedoch die daraufhin von den Reformern vorgeschlagenen Nachbesserungen ab. Die Duden-Redaktion räumte ein, dass viele Probleme im Zusammenhang mit der herkömmlichen Rechtschreibung vor allem mit der unverständlich formulierten und spitzfindigen Darstellung der Rechtschreibregeln im Duden zusammenhingen.
Auf der Frankfurter Buchmesse 1996 unterzeichneten hunderte Schriftsteller und Wissenschaftler die Frankfurter Erklärung für einen Stopp der Reform.
Nachdem Verwaltungsgerichte im Lauf des Jahres 1997 unterschiedlich geurteilt hatten, erklärte das Bundesverfassungsgericht am 14. Juli 1998 die Einführung der reformierten Rechtschreibregeln per Kultusministererlass für den Bereich der Schulen für rechtmäßig.
Angesichts der vielfältigen Kritik wurde 1997 zur Nachbesserung und Fortführung der Reform die Zwischenstaatliche Kommission für deutsche Rechtschreibung ins Leben gerufen.
In Schleswig-Holstein wurde in einem Volksentscheid am 27. September 1998 die Wiedereinführung der herkömmlichen Rechtschreibung beschlossen. Ministerpräsidentin Heide Simonis hatte schon vorher angekündigt, den Volksentscheid mit der Landtagsmehrheit wieder aufzuheben. Das Volksgesetz wurde tatsächlich vom Kieler Landtag am 17. September 1999 aufgehoben. In Bremen, Niedersachsen und Berlin scheiterten 1998 und 1999 jeweils Volksbegehren gegen die Reform. In Bayern war 1996/97 eine Volksinitiative erfolgreich. Das dadurch mögliche Volksbegehren wurde von den Initiatoren um Friedrich Denk jedoch aufgegeben.

### 2004–2005: Krise der Reform
Zum Welttag des Buches, am 23. April 2004, legte die seit dem Jahre 2000 erscheinende Sprachzeitung Deutsche Sprachwelt erstmals eine Resolution zur Rücknahme der Rechtschreibreform vor, die bis Juni 2005 von einer Vielzahl bekannter Autoren, Persönlichkeiten, Verlage, Organisationen, Schulen und Verbände unterschrieben wurde.
Im Juni 2004 beschlossen die bundesdeutschen Kultusminister den Vorschlag, einen Rat für deutsche Rechtschreibung einzurichten, der an die Stelle der Zwischenstaatlichen Kommission treten sollte. Der Beschluss erfolgte einstimmig und könnte auch nur einstimmig geändert werden. Dieses Gremium sollte sich zunächst um die besonders umstrittenen Themen der Rechtschreibreform, wie etwa die Zusammen- und Getrenntschreibung sowie die Eindeutschung von Fremdwörtern („Ketschup“, „Portmonee“) kümmern. Über diesen Vorschlag diskutierten am 23. August 2004 Vertreter Österreichs, der Schweiz und Deutschlands im Rahmen eines Treffens auf Beamtenebene in Wien.
Am 6. August 2004 erklärten die Verlage Axel-Springer-Verlag (unter anderem Bild) und Der Spiegel sowie die Süddeutsche Zeitung (mit Einschränkungen) ebenfalls ihre Absicht, zur traditionellen Schreibweise zurückzukehren, was erneut heftige Diskussionen um die Reform nach sich zog. Andere Verlage und Zeitungen kritisierten dieses Verhalten. Die taz ließ aus Protest ihre Ausgabe vom 12. August 2004 in Kleinschreibung erscheinen und bezeichnete die Anhänger der traditionellen Rechtschreibung als „Ewiggestrige“. Wenige Tage nach dem Vorstoß von Spiegel und Springer gab der Rheinische Merkur als weitere große Zeitung bekannt, ebenfalls zur alten Rechtschreibung zurückkehren zu wollen.
Auf einem Treffen am 25. September 2004 beschloss die Kultusministerkonferenz mit großer Mehrheit, am Termin für die verbindliche Einführung zum 1. August 2005 festzuhalten und Nachbesserungen nur in einzelnen Bereichen durchzuführen. Österreichs Bildungsministerin Elisabeth Gehrer hielt am 27. September 2004 ebenfalls am Termin fest und stimmte dem Vorschlag, einen Rat einzurichten, offiziell zu.
Am 6. Oktober 2004 erklärte die Süddeutsche Zeitung, dass sie – entgegen ihrer Ankündigung – doch nicht zur früheren Rechtschreibung zurückkehren werde.
Am 17. Dezember 2004 nahm der Rat für Deutsche Rechtschreibung seine Arbeit auf.
Die Kultusministerkonferenz gab am 12. April 2005 bekannt, dass nur „unstrittige“ Teile der Reform wie geplant zum 1. August 2005 in bundesdeutschen Schulen und Behörden verbindlich werden sollten. Die Kultusminister stuften folgende Bereiche als strittig ein: Getrennt- und Zusammenschreibung, die Zeichensetzung sowie die Schreibung von Fremdwörtern.
Im Hinblick auf die notenrelevante Einführung der reformierten Rechtschreibregeln an den Schulen erklärten im Juli 2005 mehrere Druckmedien, die wieder zur früheren Rechtschreibung zurückgekehrt waren (unter anderem die Frankfurter Allgemeine Zeitung, Die Welt), auch weiterhin die alte Rechtschreibung verwenden zu wollen.
Nach dieser Entscheidung gab es in Deutschland mehrere Versuche, ein bundesweites Moratorium zu erreichen, um dem Rat für deutsche Rechtschreibung mehr Zeit für seine Arbeit einzuräumen. Ein Vorstoß der Ministerpräsidenten der CDU-regierten Länder scheiterte jedoch am Minderheitsvotum der SPD-regierten Bundesländer.
Nachdem ein bundesweiter Aufschub gescheitert war, empfahl der Verfassungsrechtler Rupert Scholz denjenigen Bundesländern, die eine Verschiebung der Einführung der Rechtschreibreform wünschten, einen Alleingang. Dazu kam es dann am 16. Juli 2005, als die bevölkerungsreichsten Bundesländer Nordrhein-Westfalen und Bayern erklärten, die Einführung der Rechtschreibreform „bis auf weiteres“ auszusetzen. Man wolle die Ergebnisse des Rates für deutsche Rechtschreibung abwarten, um den „Empfehlungen des Rates zum Erfolg zu verhelfen“.
Die damalige brandenburgische Kultusministerin und Präsidentin der Kultusministerkonferenz, Johanna Wanka, kritisierte die Entscheidung Nordrhein-Westfalens und Bayerns und forderte, mit der Diskussion müsse „irgendwann mal Schluss sein“. Ein halbes Jahr später, kurz nach dem Ende ihrer Amtszeit als Präsidentin der Kultusministerkonferenz, räumte sie gegenüber dem Spiegel ein: „Die Kultusminister wissen längst, dass die Rechtschreibreform falsch war. Aus Gründen der Staatsräson ist sie nicht zurückgenommen worden.“
In Österreich trat die neue Rechtschreibung mit 1. August 2005 in Kraft. Ausgenommen waren jene Bereiche, für die der Rat für deutsche Rechtschreibung bereits Änderungen angekündigt hatte (Getrennt- und Zusammenschreibung, Worttrennung und Interpunktion). Ebenso galten die neuen Rechtschreibregeln in den Schulen der Bundesrepublik Deutschland in den von den Kultusministern als unstrittig eingestuften Teilen; nicht jedoch in Nordrhein-Westfalen und Bayern. Man unterrichtete zwar auch dort nach den neuen Rechtschreibregeln, akzeptierte jedoch bis zum Inkrafttreten der dritten Fassung zum 1. August 2006 auch noch die alten Schreibweisen.

### 2006: Einführung der dritten Fassung der reformierten Rechtschreibregeln
Am 27. Februar 2006 überreichte der Rat für deutsche Rechtschreibung der Kultusministerkonferenz eine Reihe weiterer Empfehlungen für Änderungen. Sie betrafen vor allem reformierte Groß- und Klein- sowie Zusammen- und Getrenntschreibungen. So sollte etwa bei „Verbindungen aus Adjektiv und Substantiv mit einer neuen, idiomatisierten Gesamtbedeutung“ auch die Großschreibung des Adjektivs wieder erlaubt sein (der „Runde Tisch“, das „Schwarze Brett“) und das Wort „eislaufen“ (zwischenzeitlich: „Eis laufen“) wieder in seine frühere Form zurückversetzt werden. Zudem gab es eine Liste von Einzelentscheidungen, wie bei „es tut mir leid“. Weitere Änderungen betrafen die Worttrennung am Zeilenende; beispielsweise sollte die Abtrennung einzelner Vokalbuchstaben am Wortanfang oder -ende wie bei „E-sel“ oder „Klei-e“ nicht mehr zulässig sein. Die Neuerungen, die zum großen Teil eine Rückkehr zur bisherigen Rechtschreibung bedeuteten, traten mit dem neuen Schuljahr in Kraft, wobei die vorherigen, reformierten Schreibweisen erst nach einer Übergangsfrist von einem Jahr als Fehler bemängelt werden sollten.
Die Kultusministerkonferenz stimmte am 2. März 2006 den Vorschlägen des Rates zu, so dass die erneut reformierte Rechtschreibung am 1. August 2006 bundesweit in den Schulen mit einer einjährigen Übergangsfrist eingeführt wurde. Zu diesem Termin stellten auch Bild, Die Welt, Hörzu und die übrigen Medien der Axel-Springer-AG auf diese Schreibweise um. Die Frankfurter Allgemeine Zeitung wendet seit dem 1. Januar 2007 eine Hausorthographie an, die sich im Großen und Ganzen an der Reformschreibung von 2006 orientiert, jedoch einige Ausnahmen wie zum Beispiel „Stengel“ oder „rauh“ enthält. Die deutschsprachigen Presseagenturen mit Ausnahme der sda haben ab dem 1. August 2007 eine neue Hausorthographie eingeführt, die zwar von der Reformschreibung von 2006 ausgeht, diese jedoch weiter der traditionellen Rechtschreibung annähert, indem sie bei Varianten, zum Beispiel bei der Getrennt- und Zusammenschreibung, der traditionellen Schreibweise den Vorzug gibt. Andere Presseorgane haben wiederum eigene Hausorthographien, die aus den zahlreichen Alternativschreibweisen der reformierten Rechtschreibung verbindliche Schreibungen auswählen.
Die reformierte Rechtschreibreform wurde ohne Ausnahmen durch einzelne Bundesländer in Deutschland am 1. August 2006 mit einjähriger Übergangsfrist eingeführt.
Die Schweiz kündigte an, bei der ursprünglichen Reform zu bleiben, beschloss am 22. Juni jedoch ebenfalls ein Inkrafttreten mit August sowie eine Übergangsfrist bis Ende Juli 2009.  Österreichs Bildungsministerin kündigte bereits im März an, sich den Korrekturvorschlägen per 1. August 2006 anzuschließen. In Österreich galt bis 2008 eine Übergangsfrist, während jener Schreibweisen sowohl nach der ursprünglichen Reform als auch der reformierten Reform zulässig waren.

### 2011: Änderungen im Wörterverzeichnis
Seit einer Statutenänderung Anfang 2011 kann der Rat für deutsche Rechtschreibung eigenständig kleinere Änderungen am amtlichen Wörterverzeichnis vornehmen. Vorschläge für Regeländerungen müssen hingegen weiterhin den staatlichen Stellen vorgelegt werden. Auch die Kultusministerkonferenz Deutschlands stimmte der Statutenänderung zu.
Das amtliche Regelwerk in der Fassung 2011 unterscheidet sich von dem 2006er-Regelwerk nur im amtlichen Wörterverzeichnis: einige Variantenschreibungen wurden gestrichen, andere neu zugelassen. Die Änderungen sind minimal, sie betrafen lediglich 20 Wörter.

### 2017/2018: Neue Änderungen
2018 konstatierte eine Vertreterin des Rats für deutsche Rechtschreibung, dass die reformierten Regeln „insgesamt von den Schreibenden angenommen“ wurden und „die Aufregung über die Rechtschreibreform … sich weitgehend beruhigt“ habe. Laut Einschätzung einer Schulbuch-Verlegerin der Westermann Gruppe ist durch die Reform für Schüler „vieles … einfacher geworden, weil viele Ausnahmen abgeschafft wurden“. Die FAZ urteilt allerdings, dass die angestrebte Vereinfachung der Rechtschreibung misslungen sei und die Reform mehr Fehler hervorgerufen habe, als es vorher gab.

## Rechtliche Verbindlichkeit
Das Amtliche Regelwerk und Wörterverzeichnis ist seit dem 1. Juli 2024 für Schulen, Unterricht und öffentliche Verwaltungen verbindlich. „Die zuständigen staatlichen Stellen Deutschlands, Österreichs, der Schweiz, der Autonomen Provinz Bozen-Südtirol, der Deutschsprachigen Gemeinschaft Belgiens und des Fürstentums Liechtenstein haben den Vorschlägen des Rats zur Anpassung des Regelwerks bis Ende Juni 2024 zugestimmt.“

### Deutschland
Rechtliche Grundlage für die Anwendung der Neuregelung sind in der Bundesrepublik Deutschland Beschlüsse der Kultusministerkonferenz sowie Erlasse bzw. Rundschreiben, in denen die Kultusministerien der Bundesländer die Anwendung der reformierten Regeln und die Gültigkeit des Wörterverzeichnisses der amtlichen Regelung für den Schulbereich vorschreiben. „In Zweifelsfällen werden“ darüber hinaus, so wird z. B. in Brandenburg formuliert, „Wörterbücher zugrunde gelegt, die nach den Erklärungen des Verlags der Neuregelung (Stand 2006) vollständig entsprechen.“ Daneben gibt es – zumeist in Form verbindlicher Dienstanweisungen – interne Vorschriften in öffentlichen Einrichtungen, Behörden, Unternehmen und Verlagen, die ebenfalls die Anwendung der reformierten Regeln festlegen (vielfach in Form einer sogenannten Hausorthographie, d. h. mit Abweichungen von den offiziellen Regeln). Eine über den schulischen Rahmen hinausgehende rechtliche Verbindlichkeit existierte vor der Reform nicht und wurde mit der Reform auch nicht eingeführt, wie nicht zuletzt das Bundesverfassungsgericht in mehreren Entscheidungen erklärte.
Die Bundesverwaltungen haben die Regelung gemäß einem Beschluss des Bundeskabinetts vom 27. Januar 1999 zum 1. August 1999 ebenfalls übernommen.

### Österreich
In Österreich wird gemäß amtlicher Bekanntgabe des Bildungsministeriums durch die reformierten Rechtschreibregeln die Rechtschreibung „derjenigen Institutionen (Schule, Verwaltung), für die der Staat Regelungskompetenz hinsichtlich der Rechtschreibung hat“, geregelt. Weiters gilt als Wörterbuch in „Zweifelsfällen […] das Österreichische Wörterbuch als deutsches Nachschlagewerk in seiner aktuellen Auflage“.

### Weitere Länder
In Luxemburg sind die reformierten Regeln der deutschen Rechtschreibung seit 2005 für den Schulunterricht verbindlich. Südtirol hat die Regeln am 1. August 2005 für Schulen und öffentliche Verwaltungen übernommen, ein Vertreter Südtirols hat die Überarbeitung der Reform mitverhandelt. In der Deutschsprachigen Gemeinschaft Belgiens gilt das aktuelle Regelwerk seit dem 1. September 2006.

### Eigennamen
Eigennamen werden im Regelwerk vollständig ausgeklammert.

### Geographische Namen
Auch geographische Namen werden im Regelwerk ausgeklammert. Für die einheitliche Schreibung dieser Namen setzt sich der Ständige Ausschuss für geographische Namen (StAGN) aller deutschsprachigen Länder ein, der allerdings nur Empfehlungen aussprechen kann. Auf seiner Sitzung am 17. September 1999 in Wabern bei Bern beschloss dieser Ausschuss einstimmig eine dringende Empfehlung an alle zuständigen Behörden, die reformierten Rechtschreibregeln auch auf geographische Namen anzuwenden. Ausgenommen werden sollten nur Schreibweisen, die schon von den traditionellen Rechtschreibregeln abweichen. Diese „dringende Empfehlung“ wurde bisher (2008) nur in sehr geringem Maße umgesetzt.

## Umsetzung

### Zeitungen und Zeitschriften
Ein großer Teil der Periodika erscheint mittlerweile in Varianten der reformierten Rechtschreibung, meist mit einer eigenen Hausorthographie. Von den fast 200 Zeitungen und Zeitschriften (Stand August 2005), die entweder immer noch in der herkömmlichen Rechtschreibung publizieren, zu dieser Rechtschreibung zurückgekehrt sind oder diese Umstellung angekündigt haben, sind vor allem die Medien der Axel-Springer-AG nach einer weiteren „Reform der Reform“ zum 1. August 2006 zu einer reformierten Rechtschreibung übergegangen, die oft mit eigenen hausinternen Schreibvarianten verändert wurde. Im August 2007 haben sich allerdings die deutschsprachigen Nachrichtenagenturen nicht nur darauf geeinigt, die reformierten Regeln anzuwenden, sondern auch, welche Schreibweise sie in denjenigen Fällen anwenden, in denen die Reformregeln Wahlfreiheit lassen.
Die FAZ kehrte zwar im Jahre 2000 nach einem Erprobungsjahr wieder zur traditionellen Schreibweise zurück, hat aber zusammen mit der Frankfurter Allgemeinen Sonntagszeitung zum 1. Januar 2007 eine Hausorthographie eingeführt, die weitgehend auf den reformierten Regeln von 2006 beruht. Der Spiegel und die Süddeutsche Zeitung kündigten im August 2004 ebenfalls eine Rückkehr an und führten schrittweise traditionelle Schreibweisen wieder ein. Die angekündigte große Umstellung blieb allerdings aus. Als sich in der „Zehetmair-Kommission“ teilweise eine Rückkehr zu den traditionellen Schreibweisen abzeichnete, folgte der Spiegel jedoch ab dem 2. Januar 2006 „den bisherigen Ergebnissen des Rats für deutsche Rechtschreibung“, das heißt, er schreibt jetzt nach den reformierten Regeln von 2006. Die Deutsche National-Zeitung und die Junge Freiheit boykottierten die Reform nach ihrer Einführung 1999 und erschienen weiterhin in traditioneller Rechtschreibung.
Im Juli 2006 beschloss die Arbeitsgemeinschaft der deutschsprachigen Nachrichtenagenturen nach einer Kundenbefragung, grundsätzlich die reformierte Rechtschreibung anzuwenden, aber bei einer erheblichen Zahl künftig zugelassener Varianten die ältere Schreibweise vorzuziehen. Mitglieder dieser Arbeitsgemeinschaft sind neben dpa (Deutsche Presse-Agentur) und dapd, einem Zusammenschluss aus ddp (Deutscher Depeschendienst) und der deutschen AP (Deutsche Associated Press), auch APA (Austria Presse-Agentur), AFP (Agence France-Presse), Dow Jones, epd (Evangelischer Pressedienst), KNA (Katholische Nachrichten-Agentur), Reuters, sda (Schweizerische Depeschenagentur) und sid (Sport-Informations-Dienst). Diese Hausorthographie wird nach einem im Dezember 2006 veröffentlichten Beschluss seit dem 1. August 2007 angewendet. Zitat: „Die deutschsprachigen Nachrichtenagenturen AFP, AP, APA, Dow Jones, ddp, dpa, epd, KNA, sid und Reuters stellen am 1. August 2007 ihre Rechtschreibung um. Um nicht nur korrekt, sondern auch einheitlich zu schreiben, haben sie sich in allen Fällen, in denen unterschiedliche Schreibweisen zulässig sind, für eine bestimmte entschieden. Sie schreiben zum Beispiel ‚kennenlernen‘ und nicht ‚kennen lernen‘, ‚Delfin‘ und nicht ‚Delphin‘.“
Teilweise führten Medien eigene Hausorthographien ein, die Kompromisse zwischen reformierter und traditioneller Rechtschreibung waren. In den neuen Hausorthographien wurde insbesondere die reformierte ß-/ss-Regelung (Heysesche s-Schreibung) bevorzugt. Erwähnenswert sind die Hausorthographien des Springer-Verlags, der Zeit und der Neuen Zürcher Zeitung (NZZ). Während die Hausorthographie der Neuen Zürcher Zeitung den traditionellen Regeln recht nahestand, entfernte sich die von Dieter E. Zimmer für Die Zeit entworfene Hausorthographie weiter von den traditionellen Schreibweisen als die reformierten Rechtschreibregeln von 2006 (z. B. „Foton“ statt „Photon“).

### Geographische Namen
Auf seiner Sitzung am 17. September 1999 beschloss der Ständige Ausschuss für geographische Namen (StAGN) aller deutschsprachigen Länder einstimmig eine dringende Empfehlung an alle zuständigen Behörden, die reformierten Rechtschreibregeln auch auf geographische Namen anzuwenden. Ausgenommen werden sollten nur Schreibweisen, die schon von den herkömmlichen Regeln abwichen. Um möglichen Missverständnissen hinsichtlich der vorstehenden Empfehlung vorzubeugen, gab der StAGN nachstehenden ergänzenden Hinweis: „Die Empfehlung des StAGN bedeutet nicht, dass alle bereits bestehenden geographischen Namen von den jeweils dafür zuständigen Institutionen (Staat, Länder, Gemeinden, Ämter) der neuen Rechtschreibung angepasst werden müssen, sondern dass das amtliche Regelwerk nur dann verbindlich ist, wenn neue geographische Namen geschaffen werden oder wenn die dafür zuständigen Institutionen es für zweckmäßig erachten, die Schreibweise bestehender geographischer Namen zu ändern.“ Diese „dringende Empfehlung“ wurde bisher (2008) nur in geringem Maße umgesetzt. Das schweizerische Bundesamt für Landestopographie, an dessen Sitz der StAGN sich traf, hat die Schreibweise seines Namens inzwischen in Bundesamt für Landestopografie abgeändert. Der Wiener Gemeinderat hat 1999 beschlossen, die neue Rechtschreibung für Straßennamen anzuwenden (siehe hier).

### Politik
Am 8. Oktober 2004 beschlossen die deutschen Ministerpräsidenten einstimmig, die reformierte Rechtschreibung termingerecht einzuführen. Es wurde ein „Rat für die deutsche Rechtschreibung“ eingesetzt, der sich um eine Verbesserung der reformierten Rechtschreibung kümmern sollte, und zwar insbesondere in den Bereichen Getrennt- und Zusammenschreibung, Interpunktion, Worttrennung und Schreibung von Fremdwörtern. In diesem Rat saßen anfangs sowohl Befürworter als auch ein erklärter Gegner der Rechtschreibreform, nämlich Theodor Ickler, der Vertreter des deutschen PEN-Zentrums. Dieser schied jedoch später wieder aus.
Am 29. November 2004 stellte Doris Ahnen, Präsidentin der Kultusministerkonferenz, mit dem ehemaligen bayerischen Kultusminister Hans Zehetmair den designierten Vorsitzenden des Rates für Rechtschreibung vor. Zehetmair kündigte in einem dpa-Interview Korrekturen an. Eine Zurückführung zur herkömmlichen Rechtschreibung, zur „Stunde Null“, schloss er aber aus.

### Wirtschaft
Große Teile der deutschen Wirtschaft stellten frühzeitig auf die reformierten Schreibregeln um. Nach einer Umfrage des Handelsblatts vom Oktober 2004 war die Umstellung zu diesem Zeitpunkt bei 70 % der deutschen Großunternehmen bereits umgesetzt, weitere 8 % wollten noch folgen. 71 % der befragten Unternehmen sprachen sich gegen eine Rückkehr zur traditionellen Schreibung aus, hauptsächlich aus Kostengründen, zum Teil auch wegen der Verlässlichkeit getroffener Entscheidungen.

## Akzeptanz der Rechtschreibreform

### Deutschland
Gemäß Umfragen des Instituts für Demoskopie Allensbach waren im Jahr 1997 10 % der deutschen Bevölkerung ab 16 Jahren für die Rechtschreibreform, 70 % dagegen und 20 % gleichgültig dazu eingestellt.
Nach einer Umfrage desselben Instituts im Jahr 2000 lehnten die meisten Deutschen die Rechtschreibreform ab. Eine repräsentative Umfrage wies 13 % von 2111 Befragten aus, die sich auf die reformierte Schreibweise eingestellt hatten. Jedoch wurde sie laut der mit der Umsetzung der Reform beauftragten Zwischenstaatlichen Kommission 2001 bereits in Leserbriefen von Privatpersonen zu 66 %, in neuerschienenen Büchern zu 80 % und in Zeitungen zu 96 % verwendet.
Zwischen März/April 2002 überprüfte das Institut für Demoskopie Allensbach erneut die Stimmung zur Reform. Damals gaben 56 % der Befragten an, sie seien gegen die Reform, 10 % waren dafür. 57 % sahen für sich keinen Grund, ihre Rechtschreibung umzustellen, 49 % forderten eine Rücknahme der Reform.
Nach einer vom Fernsehmagazin Panorama am 21. Juli 2004 veröffentlichten Studie zum Stand der Akzeptanz der Reform hielten auch sechs Jahre nach der Einführung 77 % der Deutschen die Rechtschreibreform für „nicht sinnvoll“. Nur jeder fünfte Bundesbürger (21 %) bewertete die Reform positiv.
Das Institut für Demoskopie in Allensbach untersuchte die Auswirkungen der Debatte im Sommer 2004 auf die Haltung der Bevölkerung gegenüber der Rechtschreibreform. In der repräsentativen Umfrage wollten nur 26 % der Deutschen über 16 Jahre die Rechtschreibreform beibehalten. Der Anteil der klaren Befürworter der Reform sank von 13 % im April 2004 auf 11 % im September 2004. Lediglich 19 % gaben an, sie beachteten die reformierten Regeln. Die Demoskopen kommentierten, der Entschluss vieler Zeitungen, zur klassischen Schreibweise zurückzukehren, habe viele Bundesbürger zu einer ähnlichen Entscheidung veranlasst.
Im Juli 2005 wiederholte das Institut für Demoskopie in Allensbach seine Untersuchung zur Akzeptanz der Rechtschreibreform unter der Bevölkerung. Das Ergebnis zeigt eine klare Ablehnung der Rechtschreibreform in Deutschland: Nur 8 % der Befragten waren Befürworter der Reform, eine deutliche Mehrheit von 61 % sprach sich gegen die Reform aus.
Am 8. September 2006 veröffentlichte die Deutsche Sprachwelt in Zusammenarbeit mit dem Textdienstleister „Textfex“ ein „Stimmungsbild zur deutschen Sprache“. Wie in dem vergangenen Jahrzehnt seit der ersten Rechtschreibreform von 1996 zeigte sich eine erneute klare Ablehnung in Deutschland. Nur 28 Prozent der Befragten richteten sich nach den reformierten Schreibweisen, 16 Prozent schrieben nach eigenem Gutdünken und noch 56 Prozent blieben weiter bei den traditionellen Regeln. Nur 14 Prozent aller Befragten befürworteten die Reform, 66 Prozent lehnen sie jedoch völlig ab.
Zwischen dem 4. und 17. April 2008 befragte das Institut für Demoskopie Allensbach im Auftrag der Gesellschaft für deutsche Sprache (GfdS) sowie in Zusammenarbeit mit dem Deutschen Sprachrat insgesamt 1820 bevölkerungsrepräsentativ ausgewählte Personen ab 16 Jahre mündlich-persönlich zum Thema ‚deutsche Sprache‘ im weitesten Sinne, unter anderem auch zur Rechtschreibreform. Dabei lehnten 55 Prozent der Befragten die Rechtschreibreform ab, 31 Prozent war sie egal und nur 9 Prozent waren dafür. 79 Prozent aller Befragten stimmten der Aussage zu: Durch die Rechtschreibreform weiß man bei vielen Wörtern gar nicht mehr, wie sie richtig geschrieben werden. Unter den Reformbefürwortern waren dies 54 Prozent.

### Österreich
In Österreich wird die deutsche Rechtschreibung nach der Reform von 1996 verwendet. Verbindliches Regelwerk ist das Österreichische Wörterbuch in der 40. Auflage. Einige Zeitungen erscheinen aber auch hier weiter in traditioneller Rechtschreibung.
Nach einer im August 2004 veröffentlichten Gallup-Umfrage sprachen sich 62 % der Österreicher für eine Rückkehr zur herkömmlichen Rechtschreibung aus. Viele österreichische Medien benutzen Hausregeln statt der offiziellen Orthographie.
Am 1. August 2005 wurden die Regeln der reformierten Rechtschreibung für Ämter und Schulen verpflichtend. Zuvor galt eine siebenjährige Übergangsfrist, in der beide Rechtschreibungen gleichberechtigt nebeneinander verwendet werden durften, wobei in den Schulen nur noch nach der reformierten Rechtschreibung unterrichtet wurde. Während der Frist wurden auch die österreichischen Schulbücher an die reformierte Schreibung angeglichen und mit einem eigenen Logo versehen, um auf den Umstand hinzuweisen.

### Schweiz
Die anhaltenden Rechtschreibdebatten in Deutschland wurden in der Schweiz zeitweilig aus eher distanzierter Sicht betrachtet. Inzwischen verwenden aber verschiedene Zeitungen eine Hausorthographie.
Am 1. August 2005 wurden die Regeln der reformierten Rechtschreibung für Schüler verbindlich außer im Kanton Bern, dessen Lehrerverband die Reform nicht einführen will. Das Schulwesen ist in der Schweiz Kantonsache. Die Schweizer Schüler werden seit Jahren nur noch nach der reformierten Rechtschreibung unterrichtet, die für die Schweiz allerdings über die bisherigen Unterschiede hinaus manche Sonderregel enthält. Im Rat für deutsche Rechtschreibung setzen sich die zwei Mitglieder der Schweizer Lehrerverbände jedoch für eine Rückkehr zu den herkömmlichen Regeln ein. Unterstützung erhalten sie von der Schweizer Orthographischen Konferenz (SOK), einem Verein von Befürwortern einer einheitlichen und sprachrichtigen Rechtschreibung, der sich im Juni 2006 zu seiner ersten Arbeitssitzung traf. Für Ämter und Behörden wurde die Übergangsregelung bis zum Vorliegen von Ergebnissen des Rates für deutsche Rechtschreibung verlängert.
In einer Presseerklärung vom 30. Juli 2005 kündigte die Schweizerische Depeschenagentur (SDA) an, im Rahmen einer Arbeitsgemeinschaft mit weiteren deutschsprachigen Nachrichtenagenturen über die weitere Anwendung der reformierten Schreibweisen zu entscheiden. Die SDA erklärte, sich alle Optionen offenhalten zu wollen, „einschließlich einer vollkommenen Rückkehr zur herkömmlichen Rechtschreibung“. Außerdem lehne die gesamte Arbeitsgemeinschaft „grammatisch falsche Schreibweisen (z. B. Leid tun, Recht haben, das 8-Fache) sowie die unnötige Veränderung gewohnter Wortbilder und falsche Ableitungen ab (z. B. aufwändig; einbläuen, Quäntchen)“. Im Mai 2007 erklärte die SDA, sich künftig an die Empfehlungen der SOK zu halten. Damit orientiert sich die SDA stärker an der traditionellen Schreibweise als die übrigen deutschsprachigen Nachrichtenagenturen.
Im Dezember 2006 stellte die Neue Zürcher Zeitung auf eine interne Hausrechtschreibung um, die sich aus deren Mitarbeit bei der SOK entwickelt hatte. Diese bevorzugt in einer Reihe von Fällen die traditionelle Schweizer Rechtschreibung, die schon immer von der anderer deutschsprachiger Länder abwich, und ersetzt die reformierte Regelung, die seit Mai 2000 angewandt wurde. Die meisten Schweizer Printmedien halten sich inzwischen an eine eigene Hausrechtschreibung oder folgen den Empfehlungen der SOK.

### Weitere deutschsprachige Gebiete
An den meisten Schulen in Liechtenstein, Südtirol, der Deutschsprachigen Gemeinschaft Belgiens und Namibia wird die Reformschreibung gelehrt, obwohl diese Regionen nicht an dem zwischenstaatlichen Abkommen zwischen Deutschland, Österreich und der Schweiz beteiligt sind. Die drei ersten Regionen haben allerdings im Rat für deutsche Rechtschreibung jeweils einen Vertreter: Renate Gebele-Hirschlehner für Liechtenstein, Rudolf Meraner für Südtirol und Heinz Bouillon für die Deutschsprachige Gemeinschaft Belgiens. Die Südtiroler Landesregierung, die Regierung von Liechtenstein und das Parlament der Deutschsprachigen Gemeinschaft Belgiens haben am 1. August 2006 die Neuregelung der deutschen Rechtschreibung in Kraft gesetzt. Luxemburg beteiligte sich nicht an der Ausarbeitung der Reform, führte jedoch die reformierte deutsche Rechtschreibung durch Regierungsdekret an den luxemburgischen Schulen ein. Othon Neuen, beigeordneter Inspektor im Bildungsministerium, erklärte hierzu im August 2004, die neue Rechtschreibung werde von den Luxemburger Lehrern und Schülern wegen ihrer Vereinfachungen gut akzeptiert. Luxemburg habe jedoch als „nicht deutschsprachiges Land“ leider kein Recht darauf, mitzuentscheiden, in welche Richtung es nun weitergehe.

## Aktionen der Reformgegner
Seit 1996 gab es zahlreiche Aktionen gegen die Rechtschreibreform. Auch zehn Jahre später wollten Gegner die Reform rückgängig machen.

### Politiker
Im August 2004 hatte die Stadtverwaltung von Braunschweig die Rückkehr zur herkömmlichen Rechtschreibung beschlossen – als einzige Stadt bundesweit. Im August des folgenden Jahres wurde jedoch wieder entschieden, sich prinzipiell nach der reformierten Rechtschreibung zu richten, auch wenn die herkömmliche Schreibweise immer noch akzeptiert wird. Im März 2005 hat der Städte- und Gemeindebund Nordrhein-Westfalen empfohlen, die Städte und Gemeinden in Nordrhein-Westfalen sollten die reformierten Schreibweisen „vor dem Hintergrund der vielfältigen Defizite und Widersprüchlichkeiten der reformierten Rechtschreibung“ nicht anwenden.
Die wenige Tage später vorgestellte Zusammensetzung des Rates für Rechtschreibung wurde von der Zeitschrift Deutsche Sprachwelt dahingehend kritisiert, es bestehe eine „erdrückende Mehrheit“ des designierten Rats aus Befürwortern der Rechtschreibreform. Die Besetzung sei daher auf Grund aktueller Umfrageergebnisse nicht repräsentativ.
Der damalige bayerische Kultusminister Hans Zehetmair zeigte in einem Interview der Passauer Neuen Presse am 30. April 2003 Verständnis für die Kritiker der Reform: „Aber aus heutiger Sicht und noch deutlicherer Kenntnis der deutschen Wesensart würde ich die Sache heute ganz zum Scheitern bringen. Wir hätten die Rechtschreibreform nicht machen sollen. Ich sage: Politik, Hände weg von einer Rechtschreibreform! Sprache ist ein dynamischer Prozess, sie muss wachsen und entstehen.“ Welches „Chaos“ die Rechtschreibreform anrichten würde, habe man erst in den neuen Wörterbüchern im Spätsommer 1996 gesehen. Damals habe Zehetmair erwogen, das Ganze zu kippen, aber er sei sich nicht sicher gewesen, ob er dies durchstehen könne. Zehetmair: „Niemals dürfe die Politik sich anmaßen, hier mit Dekreten einzugreifen.“
Inzwischen hat Zehetmair seine Meinung geändert und zieht eine positive Bilanz der Rechtschreibreform.
Der damalige niedersächsische Ministerpräsident Christian Wulff äußerte seine Ablehnung im Spiegel mit klaren Worten: „Diese Reform stiftet nur Verwirrung“. Peter Müller, der Ministerpräsident des Saarlandes, sagte: „Diese Rechtschreibreform ist eine Missgeburt und wird von den meisten Menschen nicht angenommen. Das muss die Politik akzeptieren und auch die Kraft haben, diese Reform grundsätzlich wieder abzuschaffen.“ Auf Initiative dieser beiden CDU-Politiker sowie des bayerischen Ministerpräsidenten Edmund Stoiber und der CDU-Vorsitzenden Angela Merkel sollen sich die Länderchefs direkt mit dem Thema befassen. Im einstimmigen Beschluss der Ministerpräsidenten vom 8. Oktober 2004 haben jedoch alle drei einer termingerechten Einführung der neuen Rechtschreibung zugestimmt.
Der Münchner Merkur kommentierte die Initiative am 13. Juli 2004: „Mit dem Niedersachsen Wulff, dem Saarländer Müller und dem Bayern Stoiber fordern nun schon drei Landeschefs die Rückkehr zur bewährten Rechtschreibung. 70 Prozent der Deutschen lehnen die neuen Schreibregeln ab, weil sie ihr Sprachempfinden verletzen. Die Kultusminister haben bei der ihnen anvertrauten Reform der Rechtschreibung in aberwitziger Weise versagt und sich widerspruchslos dem Diktat selbsternannter Brachial-Reformer gebeugt. Politik muss aber in der Lage sein, erkannte Fehler zu revidieren, statt ängstlich im ‚weiter so‘ zu verharren.“

### Sprach- und Literaturwissenschaftler
Am 3. März 1998 veröffentlichte die Deutsche Gesellschaft für Sprachwissenschaft eine Stellungnahme, in der sie erneut betonte, die 1996 vorgeschlagene Rechtschreibreform entspreche nicht dem Stand sprachwissenschaftlicher Forschung. Im Mai 1998 unterzeichneten rund 600 Professoren der Sprach- und Literaturwissenschaft aus dem gesamten deutschen Sprachraum unter Berufung auf diese Stellungnahme eine gemeinsame Erklärung zur Rücknahme der Rechtschreibreform, da diese fehlerhaft sei, von der großen Mehrheit der Bevölkerung aus guten Gründen abgelehnt und die Einheitlichkeit der Schriftsprache auf Jahrzehnte zerstören werde.

### Resolution zur Wiederherstellung der bisherigen einheitlichen Rechtschreibung
Einer „Resolution zur Wiederherstellung der bisherigen einheitlichen Rechtschreibung“ schlossen sich neben sogenannten Sprachpflegevereinen und anderen Bürgerinitiativen auch einige bekannte Persönlichkeiten an. Es unterzeichneten u. a. die Goethe-Gesellschaft, die Brüder Grimm-Gesellschaft, Bundespräsident a. D. Walter Scheel, Dieter Thomas Heck, Manfred Krug, Günter Kunert, Reiner Kunze und Siegfried Lenz.

### Akademie-Kompromiss
Die Deutsche Akademie für Sprache und Dichtung legte 2003 einen Kompromissvorschlag vor, der vor allem vom Potsdamer Sprachwissenschaftler Peter Eisenberg entwickelt wurde. Von der Akademie selbst wurde der Vorschlag zur Reform der Reform nur als die zweitbeste Lösung angesehen.

### Buch- und Zeitungsverlage
Nach dem Vorstoß von Christian Wulff im Juni 2004 befürworteten einige Ministerpräsidenten den Vorschlag, der Kultusministerkonferenz die Kompetenz über die Rechtschreibung zu entziehen und auf diesem Wege die Rechtschreibreform doch noch zu kippen. Daraufhin erwuchs eine neuerliche breite Diskussion über die Rechtschreibreform.
So kündigte der Stolz-Verlag die Rückkehr zur herkömmlichen Rechtschreibung an. Später forderte der Geschäftsführer der Deutschen Verlags-Anstalt (DVA), Jürgen Horbach, eine vollständige Rücknahme der reformierten Rechtschreibung.
Am 6. August 2004 gaben Spiegel und die Verlagsgruppe Axel Springer AG bekannt, dass sie „dem Beispiel der Frankfurter Allgemeinen Zeitung folgen und zur klassischen Rechtschreibung zurückkehren wollten“. Begründet wurde diese Maßnahme mit der Ablehnung der Rechtschreibreform in der Bevölkerung und den gravierenden Mängeln der Reform. Spiegel-Chefredakteur Stefan Aust bezeichnete die Reform als „staatlich verordnete Legasthenie“. Zum Jahresende 2005 kündigte Der Spiegel jedoch an, mit Beginn des Jahres 2006 die Rechtschreibung entsprechend den Empfehlungen des Rates für deutsche Rechtschreibung anzuwenden. Aust begründete dies als eine „Rückkehr zur Vernunft“.
Mathias Döpfner als Vorstandsvorsitzender der Axel Springer AG und Stefan Aust als Chefredakteur des Spiegels wiesen jedoch ausdrücklich darauf hin, dass sie „sehr dringend“ notwendige und sinnvolle Reformen in der Gesellschaft befürworteten, doch die Rechtschreibreform sei keine Reform, sondern vielmehr ein Rückschritt. Das Fazit sei sechs Jahre nach der Einführung erschreckend. Die Reform sei grundlegend gescheitert. Von der Umstellung bei Springer sind auch die beiden Tageszeitungen Die Welt und Bild-Zeitung betroffen.
Bald darauf gab auch die Süddeutsche Zeitung bekannt, dass auch sie die Rückumstellung in Angriff nehme. Es werde intern nur noch über Details diskutiert, insbesondere über den Termin sowie um einzelne Regeln, die möglicherweise beibehalten werden. Am 6. Oktober 2004 wurde allerdings bekannt, dass keine Rückkehr zur herkömmlichen Rechtschreibung mehr geplant sei, sondern lediglich ein Kompromiss, sowie dass die Redaktion die weitere öffentliche Diskussion abwarte.
Die Hamburger Bauer Verlagsgruppe erklärte im selben Jahr, dass sie die – damalige – Rückkehr von Spiegel und Springer zur herkömmlichen Rechtschreibung begrüße. Sie wünsche sich, dass möglichst viele Verlage diesem Beispiel folgen.
Der Burda-Verlag, zu dem auch das Nachrichtenmagazin Focus gehört, äußerte sich abwartend, wollte dies jedoch keinesfalls als Bekenntnis zur reformierten Rechtschreibung verstanden wissen. Aus der Redaktion des Focus verlautete, man wolle sich an der Rechtschreibung der Schulen orientieren. Beim Verlag Gruner + Jahr verlautete, die Frage über die Rechtschreibung werde vom jeweiligen Chefredakteur entschieden, derzeit lägen jedoch keine Pläne für eine Rückumstellung vor.
Ab Oktober 2004 kehrten mehrere Zeitungen des Axel-Springer-Verlages vorübergehend zur herkömmlichen Rechtschreibung zurück, beginnend mit Bild am Sonntag am 3. Oktober 2004, dem „Tag der deutschen Einheit“. Inzwischen verwenden alle diese Zeitungen eine weitgehend an der reformierten Rechtschreibung orientierte Hausorthographie. Der Spiegel-Verlag kündigte an, zunächst bei der reformierten Rechtschreibung zu bleiben und vor einer Umstellung die Ergebnisse des neugebildeten Rates für deutsche Rechtschreibung abzuwarten. Anfang 2005 begann er mit einer schrittweisen Umstellung.

### Frankfurter Appell
Auf der Frankfurter Buchmesse im Oktober 2004 fanden sich namhafte Kritiker der Rechtschreibreform zusammen, um den sogenannten Frankfurter Appell zu formulieren. Der Text fordert die „Wiederherstellung der einheitlichen und bewährten Orthographie“, um so dem „in sämtlichen Umfragen seit 1996 erkennbaren Willen der großen Mehrheit der Bürgerinnen und Bürger in Deutschland, Österreich und der Schweiz“ zu entsprechen. Der Frankfurter Appell wurde im Laufe der Buchmesse von weiteren Schriftstellern, Verlegern, Wissenschaftlern und Künstlern unterzeichnet, so dass sich bis zum Ende der Messe über 250 Persönlichkeiten der Forderung angeschlossen hatten.

### Schriftsteller
Im Zuge der Debatte meldeten sich immer wieder Schriftsteller als Kritiker an der Reform zu Wort. So appellierte noch im März 2006, nachdem die endgültige Fassung beschlossen war, eine Gruppe um Daniel Kehlmann, Christian Kracht, Judith Hermann, Iris Hanika und die Bayerische Akademie der Schönen Künste in ihrer Erklärung „Die Sprache kennt keine Kompromisse“ an die Ministerpräsidenten, an den Rechtschreibregeln vor der Reform festzuhalten. Bereits zuvor hatten sich bekannte Namen wie Siegfried Lenz, Günter Kunert oder Reiner Kunze in Vereinen organisiert, ohne damit eine dauerhafte mediale Aufmerksamkeit zu erzielen. Im Allgemeinen lehnen diese Schriftsteller bereits den Grundgedanken einer Rechtschreibreform ab. Einer der bekanntesten Gegner der Rechtschreibreform von 1996 war der Literaturnobelpreisträger Günter Grass. Grass weigerte sich 1996, die Reform anzuerkennen, seine Werke erschienen weiter in der alten Rechtschreibung.

## Wörterbücher
Auch die Wörterbücher spiegeln die Entwicklung wider:
Der Duden folgt seit 1996 (21. Auflage) im Wesentlichen dem amtlichen Regelwerk zur reformierten Rechtschreibung. Die letzte unreformierte Auflage des Dudens war die 20. und wurde 1991 herausgegeben (der sogenannte „Einheitsduden“, in dem Ost- und West-Duden unter der Mitwirkung des österreichischen und schweizerischen Dudenausschusses zusammengeführt wurden). Die 24. Auflage vom Sommer 2006 stellt den Stand nach den letzten Empfehlungen des Rates für deutsche Rechtschreibung dar, wie sie von den Ländern umgesetzt wurden.
Auch der Wahrig stellt die reformierten Regelungen dar, ebenso das Gros der weniger bekannten Anbieter.
Infolge der Rechtschreibreform und ihrer verschiedenen Nachänderungen erhöhte sich die Anzahl der möglichen Schreibvarianten deutlich. Dies war von den für die Reform verantwortlichen Gremien, zuletzt auch vom Rat für deutsche Rechtschreibung, durchaus so gewollt. Der allgemeine Schreibgebrauch sollte weiterhin beobachtet und dann als Grundlage für eventuelle weitere Festlegungen herangezogen werden. Duden und Wahrig sind allerdings darauf bedacht, dabei die Entwicklung in bestimmte Richtungen zu steuern – entgegen der Intention des Rates. Zu diesem Zweck sind im Duden (24. Auflage) die empfohlenen Schreibweisen deutlich gelb unterlegt. Wahrig brachte im Dezember 2006 mit der „Wahrig-Hausorthographie von A bis Z“ einen „orthografischen Wegweiser für eine einheitliche und stringente Rechtschreibung“ heraus (Titel: „Ein Wort – eine Schreibung“). Die Empfehlungen der beiden Verlage weichen in vielen Fällen voneinander ab.
Für die Anwender der herkömmlichen Rechtschreibung steht eine 2006 neu gedruckte Ausgabe des Mackensen von 1986 zur Verfügung, ebenso das zuletzt 2004 neu aufgelegte Rechtschreibwörterbuch Normale deutsche Rechtschreibung des Reformkritikers Theodor Ickler. Seit 1996 und bis 2017 engagierte sich der Literaturwissenschaftler Klaus Deterding, die Reform rückgängig zu machen.

### Allgemeine Informationen zum Thema
- Würzburger Erklärung der Kultusministerkonferenz zur Reform, 1996 (Memento vom 11. Februar 2007 im Internet Archive)
- Das Goethe-Institut zur Rechtschreibreform (Memento vom 30. Januar 2009 im Internet Archive)
- Grundlagen der deutschen Rechtschreibung. Rat für deutsche Rechtschreibung, abgerufen am 21. April 2023 (verweist auf das aktuelle Regelwerk und auf frühere Versionen).
- Forschungsgruppe Deutsche Sprache (beschäftigt sich u. a. mit der kritischen wissenschaftlichen Bewertung der Reform und der Arbeit der Rechtschreibkommissionen, einschließlich des „Rates für deutsche Rechtschreibung“)
- Hans-Jürgen Martin: Rechtschreibung und „Rechtschreibreform“. Kritische Artikel zum Thema, ausführliche Literaturliste, Liste mit wichtigen Ereignissen.
- Vergleichende Gegenüberstellung von Schreibungen bis 1996 – bis 2004/2006 – seit 2004/2006 auf korrekturen.de

### Institutionen
- Rat für deutsche Rechtschreibung (ist seit Dezember 2004 für die Weiterentwicklung der reformierten deutschen Rechtschreibregeln zuständig; veröffentlicht die aktuellen Änderungsvorschläge)

### Artikel
- Bundesverfassungsgericht: Urteil vom 14. Juli 1998
- „Eine Geschichte von Pannen und Pleiten“ (Artikel in der Zeitschrift Gymnasium Niedersachsen, 4/2004 – PDF; 49 kB)
- Bundesverfassungsgericht: Pressemitteilung vom 30. Mai 2006 – Spiegel-Online-Kommentar
- Neue Deutsche Rechtschreibung: Aktuell